# Botellón
 (avril 2021).

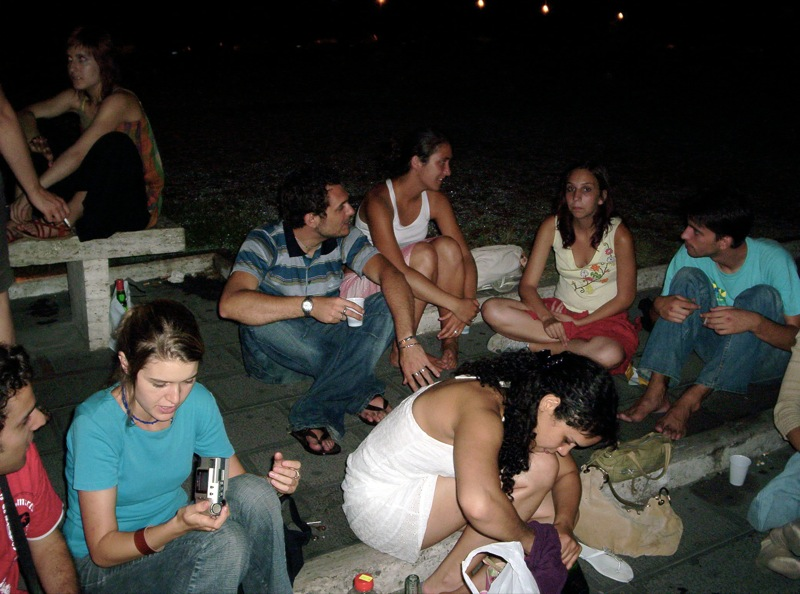
Botellón de nuit (2006).

Le botellón (« grande bouteille ») est une coutume espagnole de la fin du XXe - début  XXIe siècle qui consiste pour les jeunes à se rassembler dans la rue, les parcs, les plages ou sur la voie publique pour consommer de l’alcool, écouter de la musique et fumer.

## Définition
L’origine du botellón est incertaine. En Espagne, la consommation d’alcool a toujours existé dans les fêtes religieuses ou populaires. De même, boire dans la rue a longtemps été permis. Mais certains estiment qu'il est apparu dans les années 1980 lorsque les jeunes des classes ouvrières se réunissaient à l’extérieur pour boire en groupe comme alternative aux prix élevés des consommations dans les bars. Le mouvement s’est ensuite généralisé dans tous les milieux.
Désormais, la principale motivation des jeunes Espagnols est le coût relativement bas. Une bouteille d’alcool coûte environ 5 euros dans les supermarchés alors que dans les clubs, une boisson s’élève à 8 euros. Ainsi, les jeunes préfèrent partager de grandes bouteilles d’alcool dans les botellons.

## Caractéristiques
Les botellones durent généralement entre 2 et 4 heures. À chaque fin de semaine, des milliers de jeunes Espagnols prennent part à ces mouvements. Pour des occasions spéciales, comme le début de l’été ou la fin des examens, un botellón peut s’organiser subitement en journée et non pas en soirée. Mais ces botellónes sont très différents de la semaine de relâche des étudiants américains puisque le sexe n'est pas la première motivation des participants.
Ces événements sont souvent communiqués par le bouche à oreille ou par d’autres moyens comme les chaînes de mails ou les SMS. Depuis l'avènement des réseaux sociaux tels que Facebook et Tuenti en Espagne, il est de plus en plus facile d'organiser des botellónes, à tel point que les autorités locales ont beaucoup de mal à gérer cette tradition, aujourd'hui interdite.
Une foule de jeunes, dont une majorité de mineurs, se donnent donc rendez-vous et marchent de square en square, rencontrent des amis, s’arrêtent pour boire dans la rue et repartent.
Plus qu’un simple binge drinking, c’est un moyen de protestation et de rébellion contre la société. Contrairement au rave party, les jeunes écoutent simplement de la musique, pas seulement du hardcore sans sono, spots, néons et tout autre matériel utilisés dans les raves. Sans compter qu’il est impossible de prévoir où un botellón s’organisera.
Le botellón est aussi devenu un réel problème social pour les autorités locales.

## Polémique

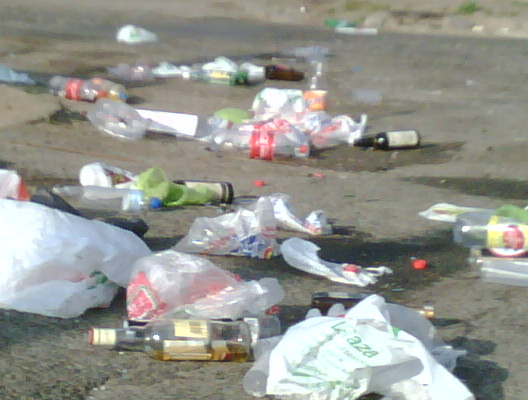

Beaucoup de problèmes sont engendrés par les botellones.
- Le bruit : les jeunes Espagnols parlent fort et gênent les habitants, même si les botellones ont lieu la plupart du temps dans les endroits les moins habités des villes.
- La saleté : les participants urinent dans la rue et laissent leurs ordures.
- Les accidents de voitures : beaucoup de gens conduisent alcoolisés en revenant des botellones et créent des accidents.
- Le manque de sécurité : parfois, des jeunes se battent à cause de l’alcool dont ils sont imbibés.
- L’influence sur l’économie : la présence d’une foule de jeunes à côté d’un hôtel ou d’un magasin fait fuir les clients.
- La santé : une consommation excessive d’alcool provoque des problèmes de santé comme des comas éthyliques et dans les cas les plus rares, la mort. Le ministère de la Santé a révélé que le nombre de garçons entre 15 et 19 ans étant régulièrement ivres a doublé entre 2002 et 2004, passant de 22 % à 44 %. Pour les filles, le nombre est passé de 10 % à 24 %.

## Mesures
Aujourd’hui, l’interdiction de boire dans la rue dépend des communautés autonomes. En 2002, le ministre de l’Intérieur espagnol avait tenté de présenter une loi « antibotellón » qui interdisait la consommation dans la rue, régulait les horaires de ventes et de promotion de l’alcool. Mais le gouvernement a abandonné le projet face aux critiques et aux résistances.
À Madrid ou Valence, il est interdit de consommer de l’alcool dans la rue mais cette mesure ne stoppe pas les botellones. Dans certains lieux, la vente d’alcool au public est interdite après une certaine heure mais, en contrepartie, un marché noir profitant de l'interdiction s'est développé autour de la revente d'alcool et se concentre autour de ces réunions.
D’autres villes déploient la police locale ou ouvrent des espaces réservés aux botellones, des botellodromos, comme à Cordoue (Andalousie) qui a installé le premier en 2005.

## La compétition «macrobotellón»
Le phénomène de « macrobotellón »  est apparu au printemps 2006 (en réaction à l'arsenal de lois répressives mises en place dans toute l'Espagne, interdisant les botellones, de se mettre torse nu dans la rue, de faire du skate board dans les rues etc.). À Séville, le record de 5 000 personnes a été atteint dans l’avenue Maria Cristina de Séville pour la fête du printemps.
À la suite de ce succès, des jeunes d'une vingtaine de villes à l’image de Barcelone, Grenade, Madrid, Malaga et bien d’autres, ont essayé de rivaliser avec Séville comme si c’était un jeu. Des chaînes de mails et de SMS disant « ils étaient 5000 à Séville, il faut qu’on les batte. Botellón cette nuit. Fais passer » ont été lancées. En prévention, dans les villes où le botellón est interdit, les autorités ont déployé les forces de l’ordre pour empêcher ces macrobotellones dans le quartier de Malasaña. Mais les confrontations entre la police et les jeunes Espagnols n’ont pu être évitées. Par exemple, il y a eu 80 personnes blessées et 69 arrestations à Barcelone et Salamanque.
À Grenade, où le botellón est autorisé, près de 20 000 personnes ont été enregistrées à la suite de cet appel à la compétition.
Une variante du botellón, les barriladas sont organisés dans les universités en pleine journée. Des milliers d’étudiants sont convoqués par internet et se réunissent sur les campus. À Séville, certains barriladas ont atteint 70 000 personnes. Mais ce qui inquiète les autorités, c’est cet esprit de compétition introduit dans les botellónes.
En 2011, des étudiants Erasmus relancent la mode des « macrobotellón » en réinventant le concept sous la forme de soirées intitulées « Bobobo-tellón » dans différents endroits de la ville. Leur point de rencontre favori était le parc du Templo de Debod, où ils ont célébré leur venue dans la capitale madrilène avec un nombre de participants allant jusqu'à 1000 personnes au plus fort de la soirée. Les 4 organisateurs - trois Italiens et un Français - surnommés "Don Feliche", ont été recherchés par les autorités mais jamais interpellés. Leur slogan « MAS GENTE HABRA' Y MENOS POLICIA VENDRA' » résonne encore dans l'esprit d'une génération. Ce phénomène s'est éteint naturellement au fur et à mesure du départ des étudiants étrangers. Aucun incident n'a été à déplorer sur les 10 éditions de ce rassemblement.

## Le phénomène dans les autres pays

### La France
Il n’existe pas encore de phénomène botellón en France même si les étudiants se réunissent souvent sur certaines places comme la place Saint-Michel à Paris. Mais le gouvernement lutte contre l’alcoolisation des jeunes. La ministre de la santé, Roselyne Bachelot, a annoncé en octobre 2008 que la vente d’alcool aux mineurs serait totalement interdite début 2009. Certains open bars dans les soirées étudiantes seront également prohibés. L'été est désormais propice à une alcoolisation plus prononcée, notamment sur les quais de Seine les vendredis et samedis soir. On observe également ce phénomène en Bretagne, où l'alcool fait partie de la culture jeune. À Rennes, en plus du fameux jeudi soir rue de la Soif, essentiellement réservé aux étudiants, se développent les vendredis soir. Ces soirées sont surtout fréquentées par des lycéens de plus en plus jeunes. Au Parlement, lieu de réunion privilégié, on peut certains soirs croiser plus de mille jeunes, de 15 à 19 ans.
L'année 2010 a vu se développer dans les villes de Nantes et Rennes puis dans tout l'ouest de la France des apéros géants ressemblant au botellón. Ces apéros ont engendré une compétition entre les villes et ont vu de cinq à dix mille jeunes à descendre lors de chaque rassemblement.

### La Suisse
Depuis l’été 2007, la Suisse vit le même phénomène qu’en Espagne. Les botellónes ont surpris les autorités suisses qui les ont tout de suite condamnés car ils relèvent de la santé publique. Les botellónes se pratiquent sur les rives du lac Léman, dans les parcs genevois ainsi que le parc public de la Planta à Sion.